# Ueberstorf
Ueberstorf är en ort och kommun i distriktet Sense i kantonen Fribourg, Schweiz. Kommunen hade 2 400 invånare (2023).